# Terrazos
Terrazos es una localidad y una entidad local menor situadas en la provincia de Burgos, comunidad autónoma de Castilla y León (España), comarca de La Bureba, partido judicial de Briviesca, ayuntamiento de Los Barrios de Bureba.

## Geografía
Al norte de la provincia, vertiente mediterránea, valle del río Oca , carretera autonómica BU-510 de donde parte la local BU-V-5116 que nos conduce a Las Vesgas .

## Población
En 2006, contaba con 44 habitantes.

## Política
Su Alcalde pedáneo (2007-2011) es Manuel Mato Mato del Partido Popular.

## Hostelería
Esta población cuenta con una cantina, el "Bar El Turco".

## Historia
Villa, en la cuadrilla de Cameno, una de las siete en que se dividía la Merindad de Bureba perteneciente al partido de Bureba. jurisdicción de realengo con regidor pedáneo.
A la caída del Antiguo Régimen queda constituida como ayuntamiento constitucional del mismo nombre en el partido Briviesca, región de Castilla la Vieja, contaba entonces con 49 habitantes.
Posteriormente se integra en Los Barrios de Bureba.

## Parroquia
Iglesia católica de San Juan Bautista, dependiente de la parroquia de Los Barrios en el Arciprestazgo de Oca-Tirón, diócesis de Burgos

## Situación
Dista 4 km de la capital del municipio, Los Barrios.